# Rafael Casas de la Vega
Rafael Casas de la Vega (Aranjuez, 1926 - Madrid, 2010) fue un militar  español, de ideología falangista que alcanzó el grado de general de Estado Mayor. Se destacó por una prolífica carrera literaria de temática militar, especialmente enfocada en la Guerra Civil Española. Está considerado uno de los más importantes intelectuales de las Fuerzas Armadas de España, estrechamente vinculado al franquismo, siendo autor de una oración y una biografía dedicadas al general Franco.

## Biografía
Originario de una familia de gran tradición militar y conservadora, nació en Aranjuez el 30 de abril de 1926. Su padre, sargento de Caballería, falleció durante la Guerra Civil Española, que comenzó cuando Rafael tenía diez años.
En 1944, se incorporó a la academia militar, alcanzando el grado de teniente en 1948. Se especializó en automovilismo y unidades militares mecanizadas, y en 1957 ascendió a capitán. Al año siguiente, participó en la Guerra de Ifni como oficial del ejército franquista. Después se incorporó al Estado Mayor de la División de Caballería, donde permanecería hasta 1965.
En 1969 fue nombrado comandante, y en 1976 teniente coronel, alcanzando en 1977 el mando del grupo de caballería del Tercio Juan de Austria, 3.º de la Legión Española. En 1979 fue asignado al Centro Superior de Estudios de la Defensa Nacional, y en 1981, tras ascender a coronel, recibió el mando de la Jefatura de Estado Mayor de la División Acorazada Brunete.
En 1983, alcanzó el grado de general de brigada, y al año siguiente fue nombrado director de la Academia de Caballería de Valladolid, participando posteriormente en diversas maniobras y convenciones de la OTAN. Falleció en Madrid el 18 de octubre de 2010, a los 84 años de edad.

## Obra literaria
Fue cofundador del periódico Empuje, y colaborador esporádico de publicaciones como El Español, Arriba, Balance, Hermandad, Esfera Automovilista, Ejército y La Nación. Su obra literaria habitualmente se considera fuertemente influenciada por sus ideales franquistas, y está compuesta por los libros:
- Brunete (1967), Ediciones Fermín Uriarte.
- Teruel (1973), Editorial Luis de Caralt.
- Las milicias nacionales en la Guerra de España (1974), Editora Nacional.
- Alfambra (1976), Editorial Luis de Caralt.
- El Alcázar (1976), Editorial Gregorio del Toro.
- Milicias Nacionales (1977), Editora Nacional.
- Dejadles descansar en el silencio… (1979) Ediciones Arbolé.
- La última guerra de África (1985), Servicio de Publicaciones del EME.
- El terror. Madrid 1936 (1994), Editorial Fénix.
- Franco, militar (1995), Editorial Fénix.
- Errores Militares de la Guerra Civil 1936-1939 (1997), Editorial San Martín.
- Seis Generales de la Guerra Civil. Vidas paralelas y desconocidas (1998), Editorial Fénix.
- Masacre – 1.ª parte. Asesinados en la zona republicana durante la Guerra Civil española (1936-1939) (2006), Quirón Ediciones.